# Megatokyo
Megatokyo es un webcomic dōjinshi en inglés, creado por Fred Gallagher (también conocido como "Piro"). Megatokyo se estrenó el 14 de agosto de 2000. Fred hace los dibujos, la historia y el diseño de la página web. Rodney Caston (también conocido como "Largo") le ayudó durante el primer año más o menos con la historia y el mantenimiento del sitio web, pero hoy en día está completamente en manos de Fred. Fred fue despedido de su trabajo a finales de 2002, y por ello está dedicado a su cómic a tiempo completo.
Megatokyo es la historia de dos estadounidenses, Piro y Largo, que se quedan tirados en Tokio (Japón), después de un pequeño incidente en la E3 (Electronic Entertainment Expo). Gran parte del humor del cómic, sobre todo al principio, se basa en chistes y bromas sobre videojuegos, así como bromas entre las personas implicadas (amigos de Fred) y errores garrafales sobre diferencias culturales, aunque el estilo ha cambiado un poco tras el paso del tiempo, concentrándose hoy en día en estereotipos de manga y anime: Mientras Largo combate la amenaza de los muertos-vivientes y Rent-A-Zillas con su Superordenador Beowulf, con un angelical Boo (de la serie de Baldur's Gate) tratando de moderar su comportamiento un tanto excesivo, la vida de Piro se ha convertido en algo salido de un Simulador de Romance, con Seraphim su "conciencia" (basada en la entonces novia y ahora esposa del autor) regañándole desde su hombro por sus encuentros accidentales con chicas demasiado jóvenes o Asmodeus, alentándolo a mirar fotos no muy dignas por Internet de una compañera de él. Otro residente de la casa es Ping, un confundido accesorio para PlayStation 2 capaz de convertirse en una novia de ensueño - o arrojar autobuses en un ataque de ira.
Todos los cómics están disponibles gratis en la red en Megatokyo.com, así como en el libro publicado por I.C. Entertainment (antiguo IronCat). Sin embargo, debido a desacuerdos entre Megatokyo e I.C. Entertainment, el libro será publicado en el futuro por Dark Horse Comics, con ISBN 1-59307-163-9 e ISBN 1-59307-118-3, incluyendo para futuras reediciones del primer libro.
En la actualidad hay disponibles cinco volúmenes, volúmenes 1 a 3 de Dark Horse y volúmenes 4 y 5 de CMX/DC
Megatokyo ha contado con diversas fuentes de financiación durante su producción. En sus primeros años, se financió principalmente con los trabajos a tiempo completo de Gallagher y Caston, además de la publicidad en banners. En octubre de 2000 se inauguró una tienda conectada a ThinkGeek para vender productos de Megatokyo y, a su vez, contribuir a la financiación del cómic.  El 1 de agosto de 2004,  esta tienda fue reemplazada por "Megagear", una tienda en línea independiente creada por Fred Gallagher y su esposa, Sarah, para Megatokyo , aunque posteriormente también ofreció productos de Applegeeks y Angerdog .
Gallagher enfatizó en 2004 que Megatokyo permanecería en Internet de forma gratuita, y que lanzarlo en formato de libro es simplemente otra forma para que el cómic llegue a los lectores,  en lugar de reemplazar por completo su contraparte webcomic.

## Temas y estructura
Gran parte del humor inicial de Megatokyo consiste en chistes relacionados con la subcultura de los videojuegos , así como con temas de choque cultural. En estas primeras tiras, el cómic avanzaba a un ritmo que Gallagher ha llamado "casual",  a menudo interrumpido por entregas centradas exclusivamente en el chiste.  A medida que Gallagher fue adquiriendo mayor control sobre la producción de Megatokyo , el cómic comenzó a asemejarse más al manga shōjo (para chicas) japonés que Gallagher disfruta.  Tras la adquisición total de Megatokyo por parte de Gallagher , la relación temática del cómic con el manga japonés continuó creciendo.
El cómic presenta características tomadas de los arquetipos del anime y el manga , a menudo parodiando los clichés del medio. Los ejemplos incluyen a Junpei, un ninja que se convierte en aprendiz de Largo; Rent-a-zillas, monstruos gigantes basados en Godzilla; la División Cataclismo de la Policía de Tokio, que lucha contra los monstruos con robots gigantes y supervisa la destrucción y reconstrucción sistemática de áreas predesignadas de la ciudad; servicio de fans;  una colegiala japonesa, Yuki, que también ha comenzado a ser una chica mágica en cómics recientes;  y Ping, una chica robot.  Además, Dom y Ed, sicarios empleados por Sega y Sony , respectivamente, están asociados con un estereotipo japonés de que todos los estadounidenses están fuertemente armados.
Los personajes de Megatokyo suelen hablar japonés, aunque algunos hablan inglés o un japonés basado en el inglés. Normalmente, cuando un personaje habla japonés, se indica encerrando el texto en inglés entre corchetes angulares (<>).  No todos los personajes hablan todos los idiomas, por lo que a veces no se entienden. En varias escenas (como esta , archivada el 26 de septiembre de 2008 en Wayback Machine ), el discurso de un personaje está escrito íntegramente en japonés rōmaji para enfatizar esto.
Megatokyo se divide en capítulos. El Capítulo 0, que contiene toda la fase inicial del cómic, abarca un período de aproximadamente seis semanas. Cada capítulo subsiguiente narra los eventos de un solo día. El Capítulo 0 no tenía título original, aunque la versión del libro lo tituló retroactivamente "Tranquilo, entendemos a j00".  Entre los capítulos, y ocasionalmente referenciados en el cómic principal, hay varios omakes (extras).

## Personajes
Nota: El apellido se escribe antes del nombre, como es costumbre hacer en Japón.
- Piro - Un estadounidense apasionado por el manga (en especial shōjo) que sabe hablar japonés. Es un excelente artista, pero es incapaz de reconocerlo. Trabaja como mascota/dependiente en MegaGamers, una tienda de cómics y mercancías asociadas. Piro es la versión de cómic de Fred Gallagher.
- Largo - Un estadounidense apasionado por los videojuegos, que actúa antes (o en lugar de) pensar, y está obsesionado con la cerveza. Puede hablar 1337 (Leet speak) pero no japonés. Consigue trabajo como profesor de inglés en la escuela superior de Shiritsu Daitou, transformándose en 'Great Teacher Largo' (referencia al anime/manga GTO: Great Teacher Onizuka). Largo es la versión de cómic de Rodney Caston.
- Tsubasa - Un amigo de internet de Piro, Piro y Largo se hacen okupas en su casa cuando llegan a Japón por primera vez. Hoy en día está "siguiendo su corazón" en Estados Unidos. Dejó tras de sí a Ping-chan (y su apartamento) para Piro y Largo.
- Ed - Empleado de Sony, el mejor amigo y rival de Dom.
- Dom - Empleado de Sega, el mejor amigo y rival de Ed. Apasionado por las armas y terriblemente competitivo. También conocido como SGD, Shirt (o Stick) Guy Dom. Su equivalente en la vida real hace cómics de monigotes cuando Fred no está disponible. Dom es la versión de cómic de Dominic Nguyen, que hoy en día trabaja para la revista Wired.
- Sonoda Yuki - Chica Japonesa. Estudiante en una escuela superior e hija del comisionado de policía de Tokio. Teóricamente recibe clases de arte de Piro, pero en realidad siempre hay algo que se interpone en su camino.
- Hayasaka Erika - Chica japonesa, compañera de piso de Kimiko, antigua cantante y actriz de doblaje (seiyū). Trabaja como dependienta/mascota en MegaGamers junto a Piro.
- Nanasawa Kimiko - Chica japonesa, compañera de piso de Erika, camarera en Anna Miller's y aspirante a actriz de doblaje (seiyū).
- Ping-chan - Chica-robot accesorio para PS2. Un prototipo no-H (o sea: no-hentai; sólo amor platónico) de la nueva Sony-EDS (Emotional Doll System, o Sistema Emocional de Muñeco), que de alguna forma acabó en manos de Tsubasa. Está diseñada para funcionar con Simuladores de Romance (o dating sims), y después de jugar con ella desarrolla su propia personalidad, basado en las opciones que el jugador escoge durante el juego.
- Tohya Miho - No se sabe mucho sobre ella. Al parecer es otra EDS desarrollada por alguno de los millones de Dating Sims que Piro ha jugado en su vida. Es una amiga de Ping, pero es bastante rarita. Largo cree que está al mando de un ejército de Zombis gracias al Necrowombicon, un antiguo libro maligno que encontró en las alcantarillas y que fue usado para hacer el videojuego Daikatana.
- Seraphim - Un ángel de hombro, tiene como trabajo ser la consciencia de Piro, luchando para mantenerle recto y en el camino adecuado cuando se trata de romanticismo. Es la versión de cómic de Sarah, la esposa de Fred. Tiene un puntito débil por la ropa de diseño y le gustan los gatos casi tanto como a los gatos les gusta el sabor de ella.
- Boo - un pequeño angelical hámster con alas de quita y pon, que tiene como trabajo ser la conciencia de Largo, algo a todas luces imposible, y si cabe aún más difícil por el hecho de ser incapaz de hablar, sólo chirriar (a veces incluso en leet). Es una referencia al personaje de Boo del juego Baldur's Gate, El 'Hámster Gigante en Miniatura del Espacio' de Minsc.
- Asmodeus - La anti-conciencia de Piro, de la 'otra agencia'. Intenta que piro se enamore de quinceañeras y demás. Su pareja es un gato llamado Belphegor.
- Junpei - Ninja, y aprendiz de Largo. Nos lo encontramos por primera vez cuando Piro y Largo llegan a Japón y Largo no tiene su pasaporte. Para poder entrar en Japón, Largo tiene que derrotar a Junpei en el juego Mortal Kombat. Largo, siendo insuperable en cualquier cosa que se relacione con la electrónica (incluyendo, cómo no, los videojuegos), gana con facilidad el combate.

### Grupos y Personajes Secundarios
- División de Cataclismos de la Policía de Tokio - Una división de la policía de Tokio, pilotan robots gigantes (Mecha) para detener a monstruos gigantes cuando tratan de destruir la ciudad. El padre de Yuki, Sonoda Masamichi, es el miembro que más nos encontramos en el cómic de esta división. Largo forma parte de esta división (TPCD en sus siglas ne inglés) tras usar a Ping-chan para derrotar a una tortuga gigante alcohólica y borracha.
- Sonoda Yuuji - El hermano de Yuki. Miembro del Club de Fanes de Hayasaka Erika.
- Club de Fanes de Hayasaka Erika - Un grupo de gente obsesionados con Hayasaka Erika, o al menos con su antigua encarnación como ídolo, cantante y actriz de doblaje. Recientemente han redescubierto su paradero tras desaparecer de forma súbita del panorama nacional.
- Rent-a-Zilla - Lagarto gigante que Junpei alquila de vez en cuando. Se paga con cortezas de cerdo.
- Zombis - Normalmente ravers; Largo está obsesionado con destruir esta horda de muertos-vivientes.
- John Romero - El una vez gran diseñador de videojuegos tales como Doom y Quake. Creó el grupo de programadores Ion Storm, famoso por hacer Daikatana (un videojuego que fue un auténtico desastre tras levantar una gran expectación), tras lo que fue despedido. Ahora está en la ruina y desempleado.
- L33T D00D - Un extraño raver que aparece cuando largo tiene que enfrentarse a las |-|0RD45 D3 Z0/\/\B15 (Tohya/Ping) en c0mb473 (salones recreativos) y le da consejos en leet, que aparecen subtitulados en un lenguaje más normal (por ejemplo "T3 \/0Y 4 /\/\4<|-|4<4R" se convierte en "Te derrotaré en singular combate" -en una traducción en la que se pierde gran parte del sentido de la frase original-). Un buen ejemplo es  este cómic.
- Asako y Mami - Estudiantes de escuela superior y amigas de Yuki. Creen que está colada por Piro, y puede que tengan razón.

## Origen del nombre
En muchas series de animación japonesa (ver Anime y Manga), Tokio se convierte en 'Megatokyo' o 'Neo-Tokyo'. En muchas de estas historias la ciudad original fue destruida por un cataclismo o una bomba atómica, para ser después reconstruida más grande y mejor que nunca. Varias de estas series o películas son Evangelion, Bubblegum Crisis, AD Police y Akira. El nombre del cómic apareció simplemente porque era un nombre de dominio de internet que Largo tenía reservado. En su primera encarnación, Largo tenía el sitio como un foro para noticias de anime usando Slashcode (un vistazo aquí), pero no tuvo mucho éxito y al final fue usado para el cómic.

## Argumento
Piro y Largo comienzan su andadura tratando de colarse en la Electronic Entertainment Expo (E3). E3, que está abierta sólo para los medios de comunicación, les deniega el pase. Largo se emborracha notablemente en un bar y se saca sus pantalones, insultando a la conferencia. Se despierta dentro de un avión. Piro, después de lo ocurrido, decide que no les vendría mal salir del país una temporada, y compra dos pasajes de ida a Japón. Tras llegar a Japón se gastan todo el dinero que tienen en una tienda de videojuegos comprando todo tipo de trastos electrónicos, incluyendo el infame Trasto Molón (o "Cool Thing") de Largo. Van al aeropuerto y se encuentran con que sus tarjetas de crédito están liquidadas. Así que se quedan tirados en Japón.